# Callopanchax toddi
Callopanchax toddi ist ein westafrikanischer Vertreter der Killifische. Die farbenprächtigen Tiere sind bekannte Aquarienfische, werden aber aufgrund ihrer Ansprüche (siehe Fortpflanzung) und kurzen Lebenserwartung eher selten gehalten. Die Art wurde 1963 als Unterart des Goldfasan-Prachtkärpflings erstmals nach Deutschland eingeführt, erhielt aber 1966 eigenen Artstatus.

## Vorkommen
Die Verbreitung der Art ist auf Westafrika und dort auf das Gebiet des westlichen Sierra Leone beschränkt. Sie besiedelt dort vor allem kleine und kleinste Wasseransammlungen und Sümpfe, die jahreszeitlich auch austrocknen können.

## Erscheinung
Die Körperform ist gestreckt keulenförmig mit oberständigem Maul. In Gefangenschaft erreichen die männlichen Tiere eine Gesamtlänge von bis zu acht Zentimetern, während die Weibchen etwas kleiner bleiben. Die Grundfarbe ist ein metallisches Blau mit leuchtend roten Punkten vor allem im Rückenbereich. Rücken- und Afterflosse sind bandförmig ausgebildet, die Schwanzflosse länglich. Alle Flossen weisen rote Bänder und weiße Säume auf. Vor allem die männlichen Tiere sind sehr farbenprächtig, weibliche Tiere sind deutlich kontrastärmer.

## Lebensweise
Die Tiere leben einzeln oder in lockeren Gruppen in krautigen Flachwasserbereichen und ernähren sich dort von kleineren Wirbellosen und ins Wasser gefallenen Insekten. Die innerartliche Aggressivität ist vor allem bei den Männchen deutlich ausgeprägt.

## Fortpflanzung
Callopanchax toddi gehört zu den Saisonfischen. Als Anpassung an die regelmäßig austrocknenden Habitate werden die Eier im schlammigen Bodengrund abgelegt und machen dort während des Trockenfalls eine Ruhephase durch, die mehrere Monate dauern kann. Wird das Gewässer in der Regenzeit wieder aufgefüllt, schlüpfen die Jungfische nach kurzer Zeit und werden auch bereits nach acht bis zehn Wochen geschlechtsreif.